# رونالد جوتمان
رونالد جوتمان (بالفرنسية: Ronald Guttman)‏ (و. 1952 – م) هو ممثل، ومنتج أفلام، وممثل تلفزيوني، وممثل أفلام من بلجيكا .

## روابط خارجية
- رونالد جوتمان على موقع IMDb (الإنجليزية)
- رونالد جوتمان على موقع قاعدة بيانات الأفلام العربية
- رونالد جوتمان على موقع ألو سيني (الفرنسية)
- رونالد جوتمان على موقع أول موفي (الإنجليزية)
- رونالد جوتمان على موقع قاعدة بيانات الأفلام السويدية (السويدية)
- رونالد جوتمان على موقع قاعدة بيانات الفيلم (الإنجليزية)
- رونالد جوتمان على موقع كينوبويسك (الروسية)